# 나콘파놈 공항
나콘파놈 공항(태국어: ท่าอากาศยานนครพนม, 영어: Nakhon Phanom Airport, IATA: KOP, ICAO: VTUW)은 태국 나콘파놈 성의 수도인 나콘파놈을 서비스하는 소규모 국내 공항이다.

## 항공사 및 목적지
| 항공사          | 목적지       |
| --------------- | ------------ |
| 타이 에어아시아 | 방콕(돈므앙) |